# Tumànnoie
Tumànnoie (en rus: Туманное) és un poble de la República de Khakàssia, a Rússia, que en el cens del 2010 tenia 10 habitants. Pertany al districte de Bograd.